# Gagrella feae
Gagrella feae is een hooiwagen uit de familie Sclerosomatidae.